# Договор за ненападение между Германия и Полша
Договорът за ненападение между Германия и Полша (наричан също Пакт Пилсудски – Хитлер) е договор, сключен между Германия и Полша на 26 януари 1934 г.
Договорът е подписан в Берлин от министъра на външните работи на Германия, Константин фон Нойрат и посланика на Полша в Берлин Йозеф Липски на 26 януари 1934 г. Договорът е сключен по инициатива на Адолф Хитлер и Йозеф Пилсудски, макар че формално Пилсудски не оглавява Полша, но реално оказва решаващо влияние при приемането на външнополитическите решения в Полша до смъртта си през 1935 г. Това е един от първите външнополитически успехи на германското правителство под ръководството на Хитлер.